# ケルトス
ケルトス (Keltos) とはフランスで生産された競走馬および種牡馬である。一度競走馬を引退したが事情により再度競走馬として走った珍しい経歴を持つ馬である。

## 経歴
2000年（2歳）、11月の競走馬デビュー戦は2着で、2歳時はこの1走しただけでその後は休養に入った。
2001年（3歳）、3月に実戦復帰戦を迎え初勝利を挙げ、続くレースも制して2連勝でG1競走初挑戦となったプール・デッセ・デ・プーランに出走したが5着だった。その後は準重賞競走を制し、イギリスに遠征してセントジェイムズパレスステークスに出走したがブラックミナルーシュに敗れて6着だった。レース後は休養し秋はパース賞 (G3) を制し重賞競走初勝利を挙げたが、秋は1戦したのみで再度休養に入った。
2002年（4歳）、古馬となっての初戦はドバイに遠征しドバイワールドカップに出走したが初のダート戦とあってストリートクライに敗れて8着という結果に終わった。帰国後はオリビエ・ペリエを鞍上に迎えてミュゲ賞 (G2) を制して重賞競走2勝目を挙げると、2度目のイギリス遠征を行いロッキンジステークスに出走し、2着となったノヴェールに3馬身半差をつけて勝利しG1競走初勝利を挙げた。しかしその後は脚部不安のため競走馬を引退することになった。
2003年（5歳）、この年からアイルランドのエアリースタッドで種牡馬入りしたが、その後性器に外傷を負った影響により生殖能力喪失して種牡馬引退となり、ふたたび競走馬に復帰することになった。なおわずかながら産駒を残している。
2004年（6歳）、4月の競走馬復帰戦を制して復帰後初戦で勝利したが1戦したのみで休養に入った。休養後はおもに重賞戦線で好走し、11月には準重賞競走を制して復帰後2勝目を挙げている。
2005年（7歳）、3年ぶりにドバイに遠征し、ゴドルフィンマイルに出走したが12着、帰国後は2戦して繰り上がりで1勝しているがその後ふたたび競走馬を引退した。

## おもな産駒
- 2004年生
  - Evening Time / イブニングタイム（2007年フィーニクススプリントステークス2着）

## 血統表
| ケルトスの血統（ゼダーン系 / Northern Dancer 4×4=12.50%（母内）） | ケルトスの血統（ゼダーン系 / Northern Dancer 4×4=12.50%（母内）） | ケルトスの血統（ゼダーン系 / Northern Dancer 4×4=12.50%（母内）） | （血統表の出典）  | （血統表の出典） |
| 父 Kendor 1986 芦毛                                               | 父の父Kenmare 1975 芦毛                                           | Kalamoun                                                          | *ゼダーン         | *ゼダーン        |
| 父 Kendor 1986 芦毛                                               | 父の父Kenmare 1975 芦毛                                           | Kalamoun                                                          | Kharunissa        |                  |
| 父 Kendor 1986 芦毛                                               | 父の父Kenmare 1975 芦毛                                           | Belle of Ireland                                                  | Milesian          | Milesian         |
| 父 Kendor 1986 芦毛                                               | 父の父Kenmare 1975 芦毛                                           | Belle of Ireland                                                  | Belle of the Ball |                  |
| 父 Kendor 1986 芦毛                                               | 父の母Belle Mecene 1982 鹿毛                                      | *ゲイメセン                                                       | Vaguely Noble     | Vaguely Noble    |
| 父 Kendor 1986 芦毛                                               | 父の母Belle Mecene 1982 鹿毛                                      | *ゲイメセン                                                       | Gay Missile       |                  |
| 父 Kendor 1986 芦毛                                               | 父の母Belle Mecene 1982 鹿毛                                      | Djaka Belle                                                       | Djakao            | Djakao           |
| 父 Kendor 1986 芦毛                                               | 父の母Belle Mecene 1982 鹿毛                                      | Djaka Belle                                                       | Orleans Belle     |                  |
| 母 Loxandra 1991 鹿毛                                             | 母の父*ラストタイクーン Last Tycoon 1983 鹿毛                     | *トライマイベスト Try My Best                                     | Northern Dancer   | Northern Dancer  |
| 母 Loxandra 1991 鹿毛                                             | 母の父*ラストタイクーン Last Tycoon 1983 鹿毛                     | *トライマイベスト Try My Best                                     | Sex Appeal        |                  |
| 母 Loxandra 1991 鹿毛                                             | 母の父*ラストタイクーン Last Tycoon 1983 鹿毛                     | Mill Princess                                                     | Mill Reef         | Mill Reef        |
| 母 Loxandra 1991 鹿毛                                             | 母の父*ラストタイクーン Last Tycoon 1983 鹿毛                     | Mill Princess                                                     | Irish Lass        |                  |
| 母 Loxandra 1991 鹿毛                                             | 母の母Northshiel 1984 栗毛                                        | Northfields                                                       | Northern Dancer   | Northern Dancer  |
| 母 Loxandra 1991 鹿毛                                             | 母の母Northshiel 1984 栗毛                                        | Northfields                                                       | Little Hut        |                  |
| 母 Loxandra 1991 鹿毛                                             | 母の母Northshiel 1984 栗毛                                        | Coryana                                                           | Sassafras         | Sassafras        |
| 母 Loxandra 1991 鹿毛                                             | 母の母Northshiel 1984 栗毛                                        | Coryana                                                           | Rosolini F-No.6-d |                  |